# Cornelis Bisschop

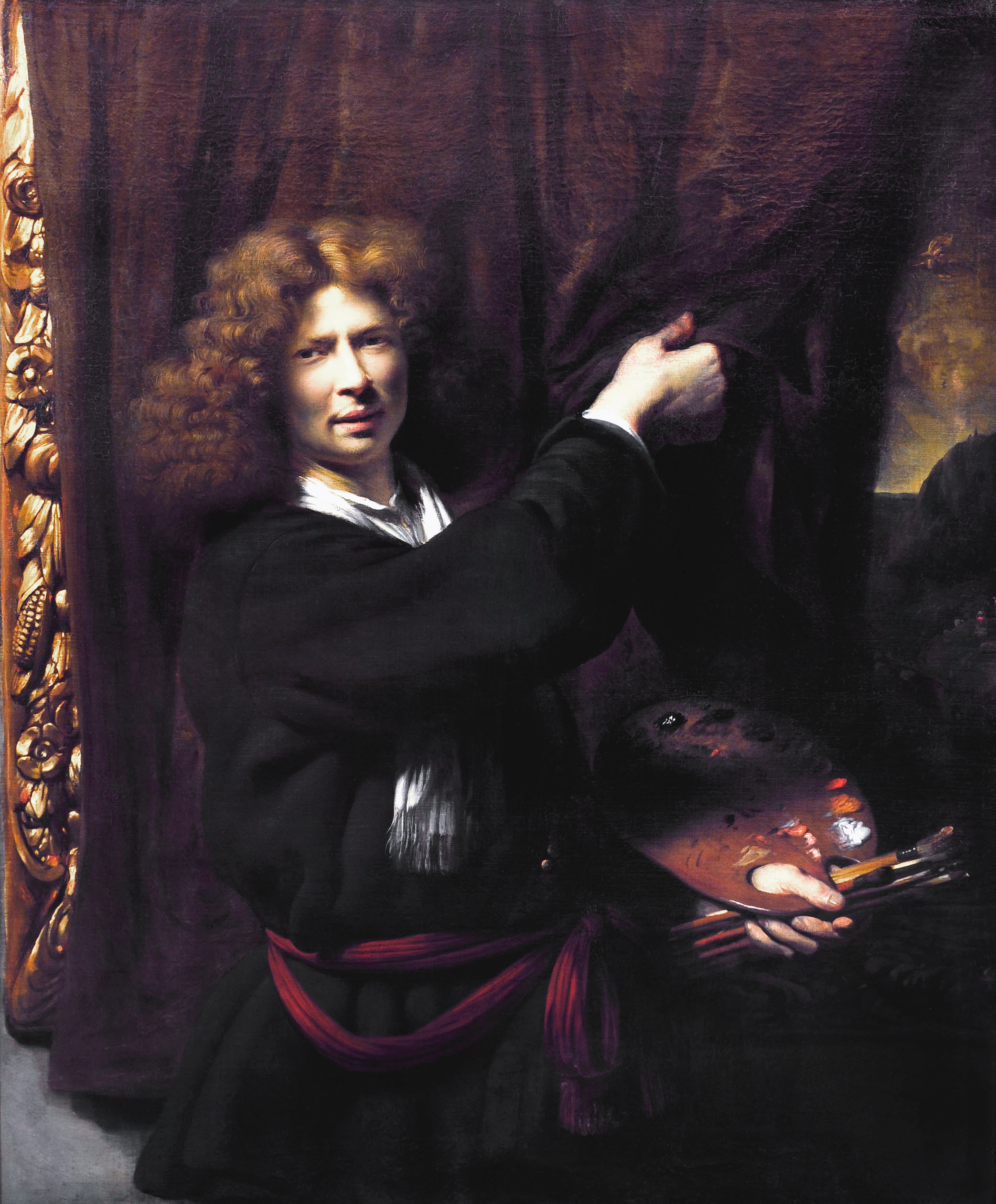
Cornelis Bisschop, Autoritratto, 1668, Dordrechts Museum

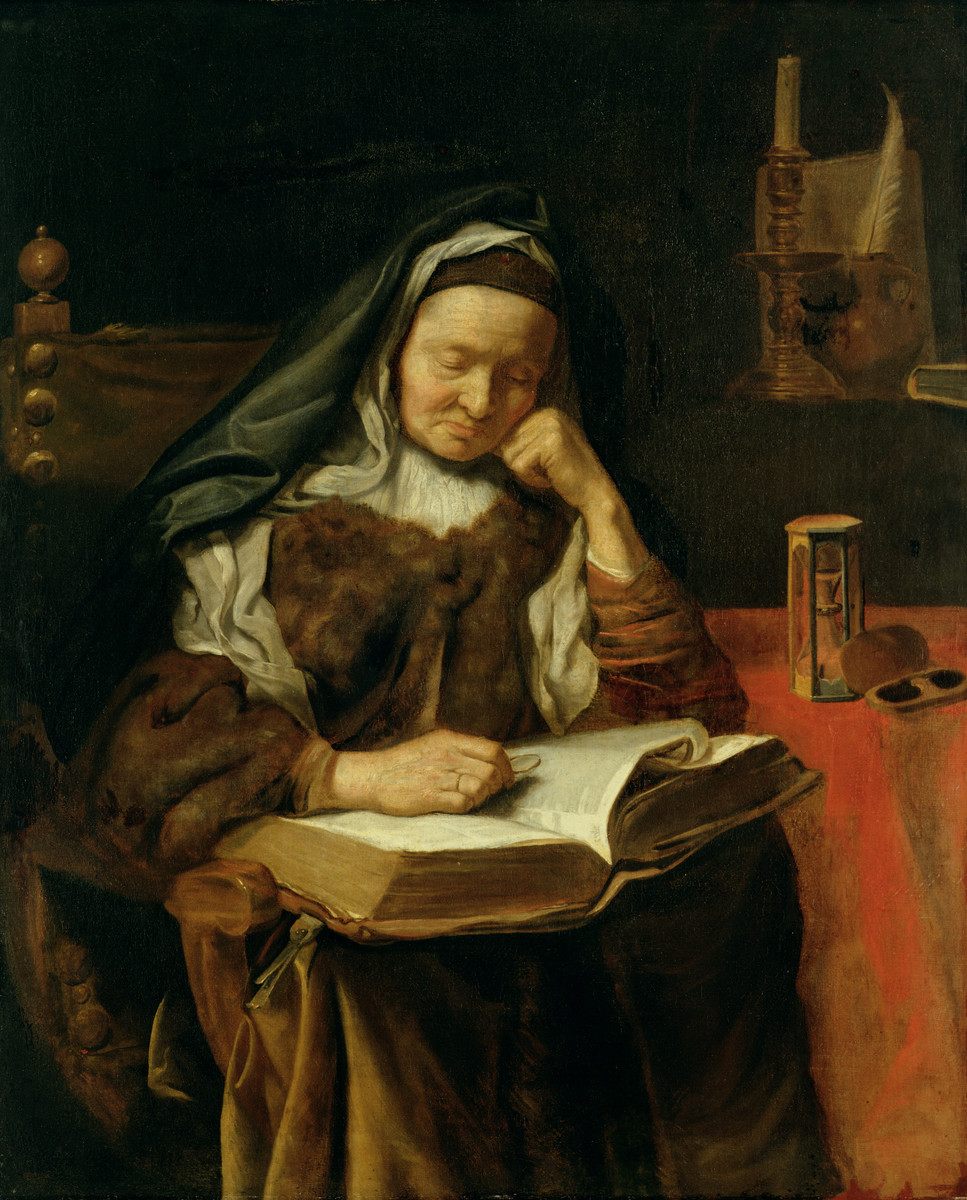
Cornelis Bisschop, Vecchia che dorme Hamburger Kunsthalle

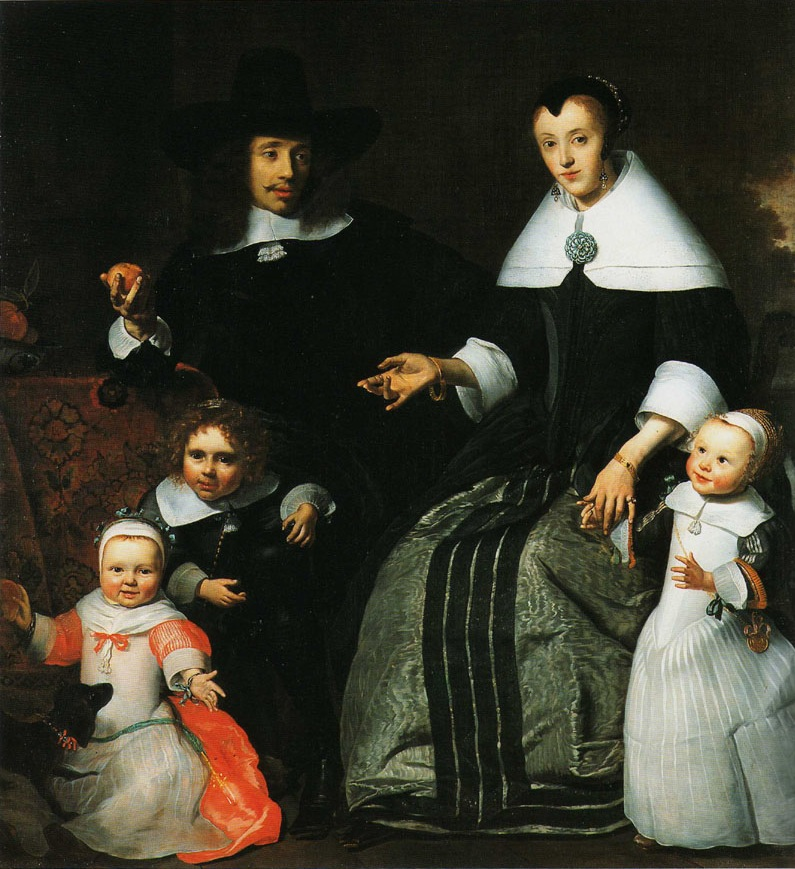
Bisschop, Famiglia Orléans, 1660 circa, Musée des Beaux-Arts d'Orléans

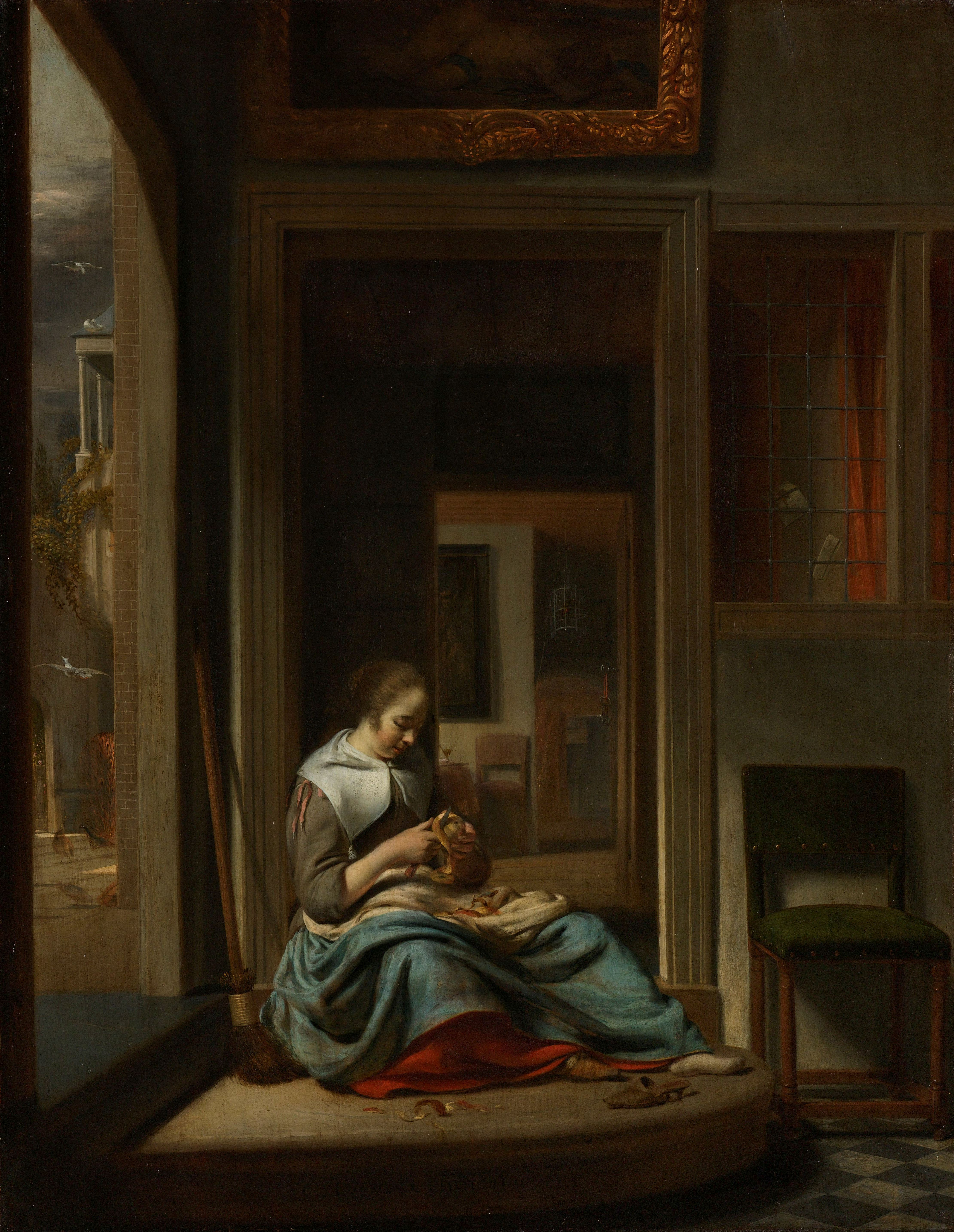
Cornelis Bisschop, Interno con ragazza che sbuccia una mela, Rijksmuseum (Amsterdam)

Cornelis Bisschop (Dordrecht, 12 febbraio 1630 – Dordrecht, 21 gennaio 1674) è stato un pittore olandese.

## Biografia
Era figlio del sarto Jacob Dionys Bisschop e di Anneke van Beveren, nata ad Utrecht. Pittore del secolo d'oro olandese, intorno al 1650 si trasferì ad Amsterdam, per seguire gli insegnamenti di Ferdinand Bol (1616-1680) che era stato allievo di Rembrandt van Rijn. Nel 1653 tornò a Dordrecht e sposò Geertruyt Botland. Ebbe frequenti contatti con altri due pittori, originari della sua stessa città: Samuel van Hoogstraten (1627–1678) e Nicolaes Maes (1634–1693).

### Stile
Dipinse soggetti religiosi e mitologici, ritratti, scene di vita comune all'interno di case borghesi, nature morte e anche immagini in trompe l'oeil, forse ispirandosi a dipinti di van Hoogstraten. È stato uno dei primi pittori ad esercitarsi in questa nuova tecnica. La sua opera pittorica risente della scuola di Rembrandt, ne conserva la vasta gamma di tinte calde, le atmosfere in penombra e il gusto per la ricchezza dei particolari. Il diplomatico francese Bathasar de Monconys (1611–1665), nel 1663 acquistò un suo dipinto e lo inviò a Parigi, per la collezione del re Luigi XIV di Francia.
Cornelis Bisschop divenne nel 1673 pittore di corte, su invito del re Cristiano V di Danimarca, da poco salito al trono; ma non poté usufruire a lungo di questa vantaggiosa posizione, perché morì improvvisamente, lasciando la vedova con undici figli dei quali, due maschi - Abraham Bisschop (1660–1700) e Jacobus Bisschop (1658–1698) - e tre figlie femmine, istruiti all'arte sotto la sua attenta guida, scelsero di diventare pittori e pittrici. Margaretha van Godewijk è stata una sua allieva.
Sue opere si conservano anche al Metropolitan Museum of Art di New York. Il suo primo biografo è stato il pittore e scrittore olandese settecentesco  Arnold Houbraken.